# Осада Девяносто-Шестого
Осада Девяносто-Шестого (англ. Siege of Ninety-Six) — одно из сражений американской войны за независимость на территории Южной Каролины. 22 мая 1781 армия генерала Натанаэля Грина осадила британский деревянный форт около селения Девяносто-Шестой в округе Гринвуд. Грин продержал форт в осаде около месяца, но затем узнал о приближении британской армии и 18 июня попытался взять форт штурмом. Атака была отбила, и Грину пришлось отступать к Шарлотту. Несмотря на победу, британское командование решило эвакуировать гарнизон и уничтожить форт.

### Статьи
- Cann, Marvin L. War in the Backcounty: The Siege of Ninety Six, May 22-June 19, 1781 (англ.) // The South Carolina Historical Magazine. — South Carolina Historical Society, 1997. — Vol. 72, iss. 1. — P. 9—22.
- Francis C. Kajencki and Francis C. Kajenski. Kościuszko's Role in the Siege of Ninety-Six (англ.) // Polish American Studies. — University of Illinois Press, 1971. — Vol. 54, iss. 2. — P. 1—14.